# إيم كيو تاي
إيم كيو تاي مواليد 6 يناير 1981 في سول، هو لاعب كرة مضرب كوري جنوبي بدأ مسيرته كمحترف سنة 2001 يلعب باليد اليمنى. أعلى تصنيف له في الفردي كان المركز الـ 160 في سنة 2009.

## روابط خارجية
- إيم كيو تاي على موقع رابطة محترفي التنس (الإنجليزية)
- إيم كيو تاي على موقع الاتحاد الدولي لكرة المضرب (الإنجليزية)
- إيم كيو تاي على موقع كأس ديفيز (الإنجليزية)
- إيم كيو تاي على موقع خلاصة التنس.كوم (الإنجليزية)